# Acacia aprica
Acacia aprica é uma espécie de leguminosa do gênero Acacia, pertencente à família Fabaceae.